# Schistochilaceae
Schistochilaceae es una familia de hepáticas del orden Jungermanniales. Tiene los siguientes géneros:

## Taxonomía
Schistochilaceae fue descrita por Viktor Ferdinand Brotherus y publicado en Nat. Pflanzenfam

## Géneros
- Gottschea
- Pachyschistochila
- Paraschistochila
- Pleurocladopsis
- Schistochila
- Schistochilaster
- Tegulifolium